# Bruno Abakanowicz
Bruno Abdank-Abakanowicz (6 de octubre de 1852-29 de agosto de 1900) fue un matemático, inventor e ingeniero eléctrico polaco-lituano, proveniente del Imperio ruso.

## Vida y nacionalidad
Abakanowicz nació en 1852 en Vilkmergė, Imperio ruso (hoy Lituania). Después de graduarse en la Universidad Técnica de Riga, Abakanowicz obtuvo su habilitación y comenzó una ayudantía en la Universidad Técnica de Lvov. En 1881, se mudó a Francia donde compró una villa en el Parc de San Maur , en las afueras de París.
En sus comienzos inventó el intégrafo, una forma de integrador, el cual fue patentado en 1880, producido para la empresa Suiza Coradi. Entre otros de sus patentes fueron los parabolagrafo, el espirógrafo, la campana eléctrica (utilizada en los trenes), y una lámpara de arco eléctrico de su propio diseño. Abakanowicz publicó varias obras, incluyendo trabajos de estadísticas, integradores y de numerosos trabajos científicos. También fue contratado por el gobierno francés como experto en la electrificación y fue el principal ingeniero, entre otros lugares, de la ciudad de Lyon. Sus patentes le permitieron convertirse en un hombre de muy buen estatus económico, y le valió recibir la Legión de Honor en 1889.
Por aquel entonces se retiró a una pequeña isla en Trégastel, frente a la costa de Bretaña (Francia), donde entre 1892 y 1896 erigió un castillo neo-Gótico. A pesar de que las obras no fueron terminadas en vida, el castillo de Costaérès se convirtió en un notable centro de inmigración polaco, notables artistas de la cultura, científicos y políticos. Entre los invitados frecuentes de Abakanowicz fueron Aleksander Gierymski, Wladyslaw Mickiewicz, León Wyczółkowski y Henryk Sienkiewicz. Este último se convirtió en el amigo más cercano de Abakanowicz.

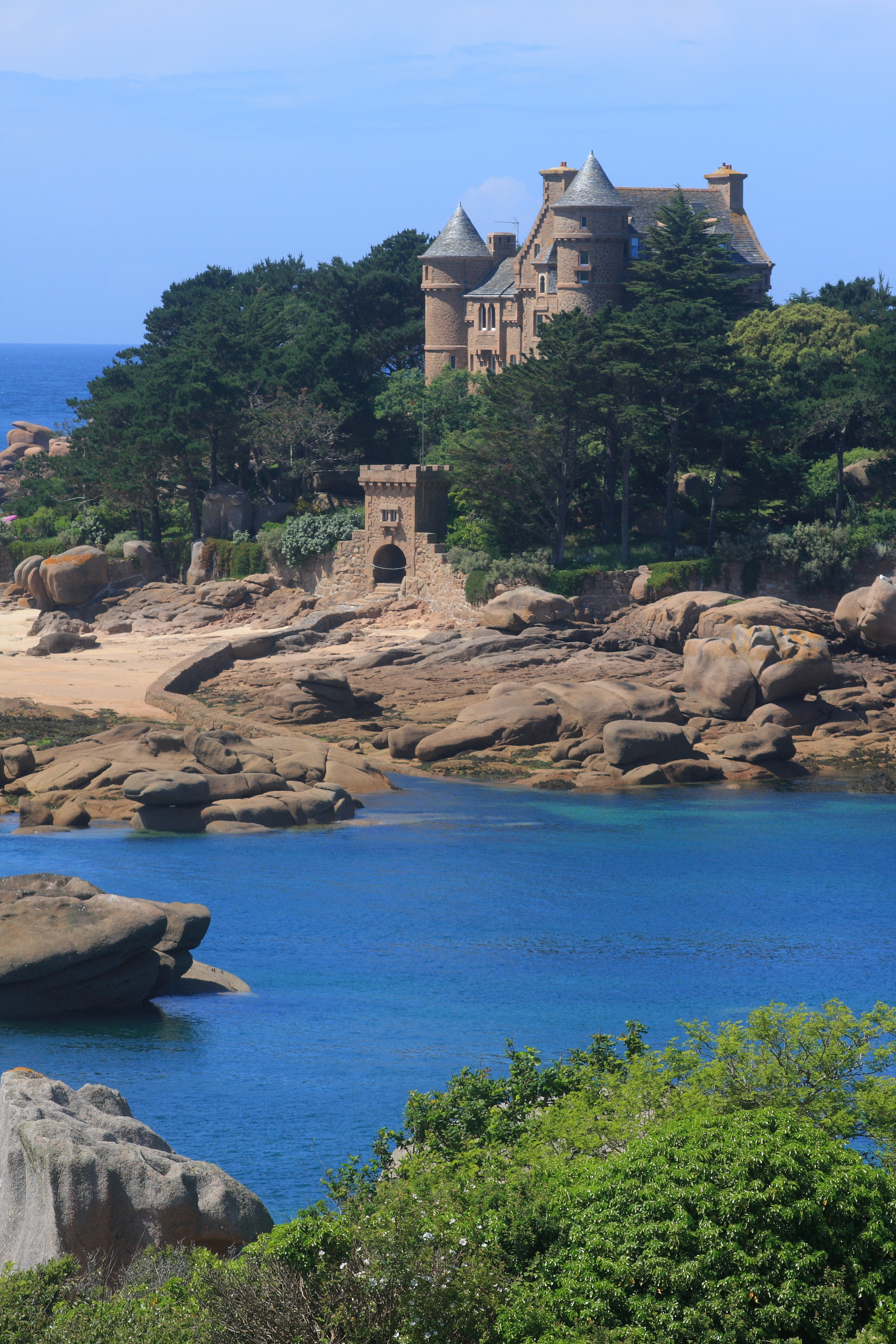
Château de Costaérès

Bruno Abakanowicz murió repentinamente el 29 de agosto de 1900. En su testamento, nombró a Sienkiewicz como tutor de su única hija de Zofia, quien más tarde se graduó de la Escuela de Economía de Londres y la Sorbona. Fue asesinada durante la Segunda Guerra Mundial en el campo de concentración de Auschwitz.
Sobre la nacionalidad de Abakanowicz, algunos documentos refieren a él como un ruso, porque en el momento de su nacimiento, Ukmergė era parte del Imperio ruso. Ese territorio alguna vez fue parte de la Mancomunidad de Polonia–lituania. La Encyclopædia Britannica lo ubica como matemático lituano en su artículo sobre el intégrafo. Otros lo consideran polaco debido a la fluidez de dominio de la lengua, la amistad con muchos de los principales personalidades de Polonia, y por sus contribuciones en polaco.
Su apellido Abakanowicz tiene raíces que se remontan a los Tártaros de Lipka y a la szlachta (nobleza de Polonia–lituania).
.

## Trabajos
- Les intégraphes. La courbe intégrale et ses applications, París, Gauthier-Villars, 1886. Traducido al alemán como Die Integraphen. Die Integralkurve und ihre Anwendungen, Leipzig, Teubner, 1889.